# Goethe: Utazás Itáliában

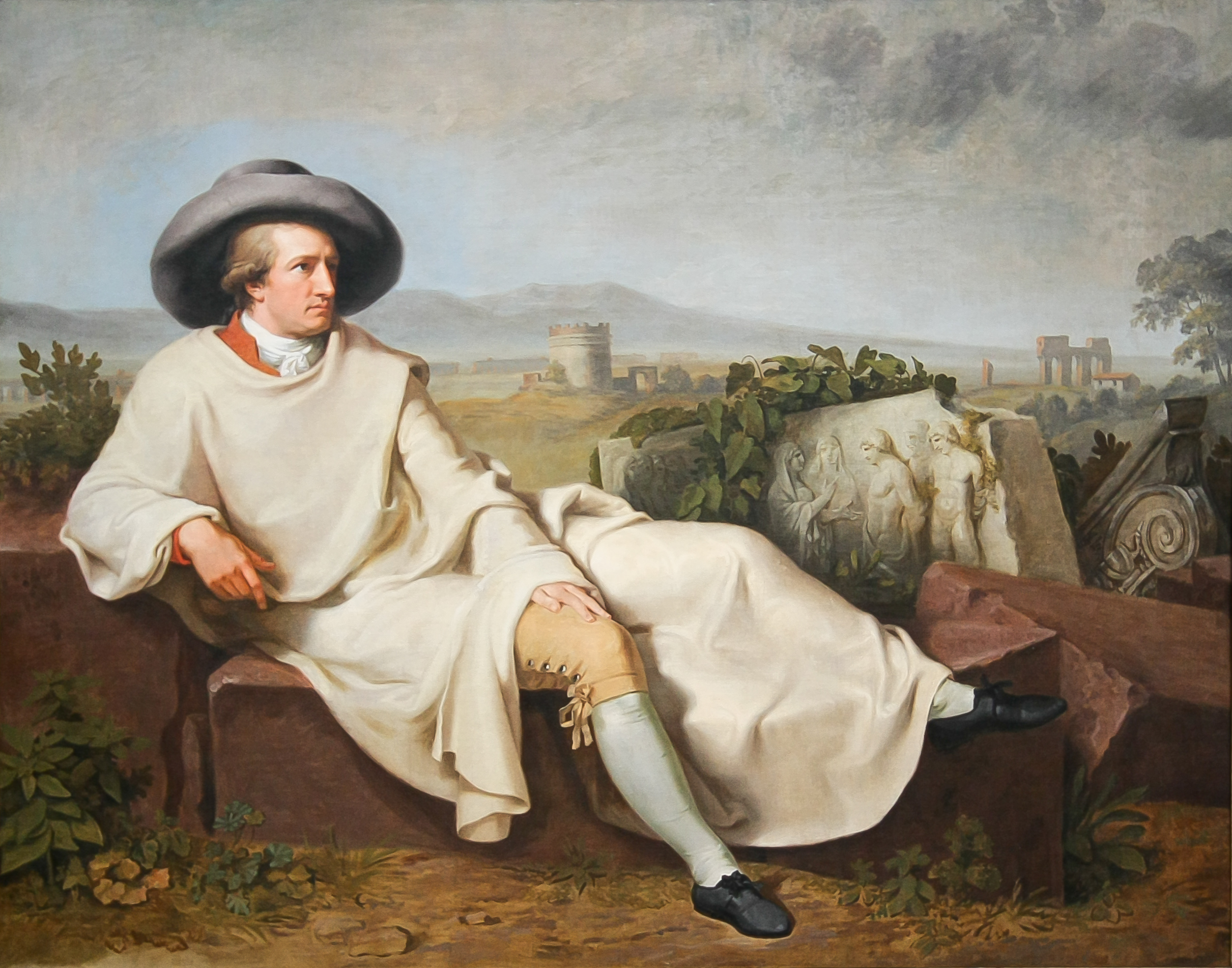
Goethe Campagnában, Johann Heinrich Wilhelm Tischbein festménye

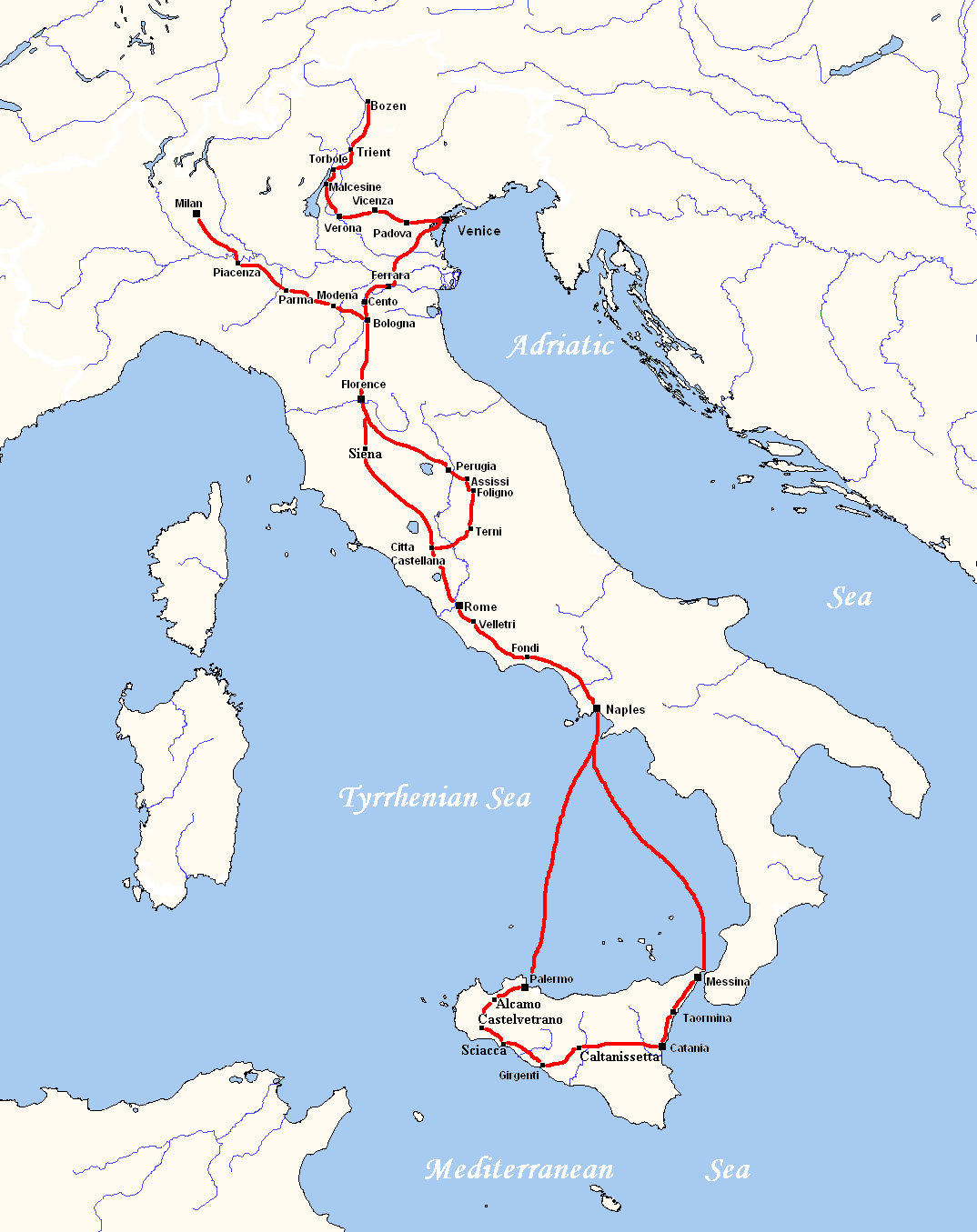
Goethe útvonala Itáliában

Az Utazás Itáliában (Italienische Reise) című művében Johann Wolfgang von Goethe leírja ottani tartózkodását 1786 szeptembere és 1788 májusa között. A kétrészes mű az útinaplóiban rögzítettekre épül, mégis lényegesen később 1813 és 1817 között írta meg. Ez a mű önéletrajzi írása a Költészet és valóság és a Franciaországi hadjárat mellett.
Idősorban az út, amit Goethe nagyrészt inkognitóban tett meg, megegyezik a naplóbejegyzéseivel, de ellentétben ezekkel stilizált és a túl személyes adatoktól mentes.A beható későbbi átdolgozások ellenére megmaradt a naplóforma. A mű megírása közben lassan kikristályosodnak annak címzettjei: az első részek általában az olvasóknak, később nyíltan a „barátaihoz“ szólnak, végül pedig konkrét személyekhez.

## Tartalom

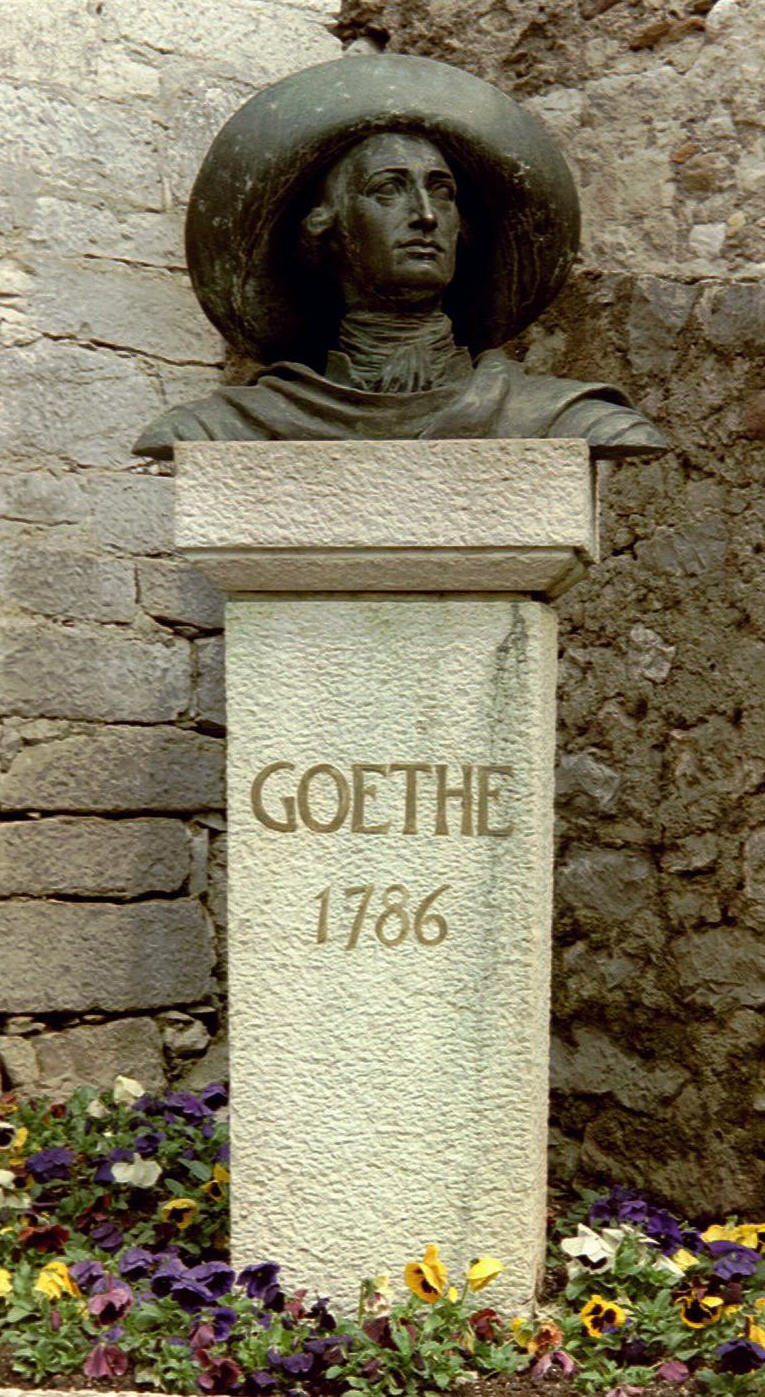
Goethe mellszobra a Scaligero vár udvarán, Malcesineben

Goethe itáliai útja 1786-ban kezdődött, miután már korábban három ilyen próbálkozása megszakadt. Leginkább postakocsival utazott és csaknem mindig egyedül Karlsbadból Eger, Regensburg, München, Mittenwald, Scharnitz, Seefeld, Zirl, Innsbruck majd a Brenner-hágó, Bozen, Trento útvonalon a Garda-tó (Torbole és Malcesine) felé, azután tovább Verona, Vicenza, Padova, Velence, Ferrara, Cento, Bologna, Loiano, Perugia, Terni és Civita Castellana érintésével Róma városáig, ahol négy hónapot időzött. Ezt követően Johann Heinrich Wilhelm Tischbein társaságában Velletri és Fondi irányában Nápolyig utazott. Ott csaknem öt hétig tartózkodott, felkereste az éppen aktív Vezúvot és ellátogatott Pompeiibe, Casertába, Capuába, Herculaneumba és Paestumba. Azután áthajózott Szicíliába, ahol állomásai Palermo, Alcamo, Castelvetrano, Sciacca, Girgenti, Caltanissetta, Catania, Taormina és Messina voltak.
Visszaútja ismét Nápolyon keresztül Rómába vezetett, ahol csaknem egy évig maradt, megismerte a város közeli környezetét és az antik idők tanulmányozása mellett elsősorban a festészetben és rajzban gyakorolta magát és irodalmi munkáját folytatta. Húsvét után indult vissza Weimarba. Eközben Siena, Firenze (amit az odaútban csak érintett, hisz türelmetlenül várta már Rómát), Bologna, Modena, Parma, Piacenza és Milánó útiállomásai voltak, amelyeket egyébként már nem kommentált az Itáliai utazásokban.
Leírásainak központi témája változott. Gyakran természettudományi, elsősorban ásványtani, de ugyanígy meteorológiai, geológiai, földrajzi és nem utolsósorban botanikai megfigyeléseket tett: Palermóban „közvetlenül az előkikötő melletti füvészkertben“ például az „ősnövényt“ kereste. Ahogyan azt később Herdernek írta, úgy hiszi, nagyon a közelébe férkőzött az általa már oly régen keresett titoknak, a növények szaporodása és szervezete titkának.
Korán, azaz velencei tartózkodása (1786 októbere) harmadik hetéig kulturális témák is előtérbe kerültek a számos megtekintett színházi előadás hatására.
Művészi és építészeti érdeklődése középpontjának tekinthetjük az ókori Róma és az ókori Görögország világát, amelyben ő a természeti és művészeti törvények identitásának tökéletes megvalósulását látta. Kevesebb érdeklődést mutatott a középkori és újkori művészet iránt. Például Assisiben nem látogatta meg az ismert Szent Ferenc-bazilikát Assisi Szent Ferenc sírjával és Giotto freskóival, hanem Santa Maria sopra Minerva-bazilika a város főterén. Michelangelo Buonarroti és Raffaello alkotásait csodálja ugyan, de ignorálva ezek vallási hátterét pusztán esztétikai szempontok szerint értékeli őket.
Időnként Goethe a saját rajzaival foglalkozik, ezekkel igyekezett sok útiélményét fotográfiaszerűen rögzíteni. Sokszor megfordul művészek körében, tanul tőlük és egyenesen azzal a gondolattal játszik, hogy irodalmárságát a festészettel váltja fel. Mégis már korán felismerve saját határait ehelyett útjai grafikai dokumentációjához alkalmazta a fiatal tájfestőt, Christoph Heinrich Kniep , akit Tischbein ajánlott neki és aki már Nápolytól kísérője is volt, egy csomó rajzot készített az útról. Az itáliai tartózkodás alatt Goethe befejezte és kiadta az Iphigénia Taurisbant , a Torquato Tassót, az Egmontot és a Faustot.
Csak alkalmanként említette meg kapcsolatait Itália lakóival az Itáliai utazások-ban. Goethe bár beszél a német és olasz mentalitás különbségeiről, de csak ritkán kapcsolja össze konkrét ismerőssel, ehelyett a népről, mint egészről alkotott benyomásait vázolja. Alapjában véve pozitív képet alkot az olasz mentalitásról és életművészetről és reméli, hogy néhány elemét ennek magával tudja majd vinni Weimarba. A római karnevál, amit kétszer él át, előbb lármás agresszivitásával és primitívségével taszítóan hatott rá, de később alaposabb megfigyelései alapján, melyeket az útinaplójában mélyen elemez, általános jelentőségűnek ítéli.
Goethe az Utazás Itáliában mottójaként ezt választja: Et in Arcadia ego (Én is voltam Árkádiában). Ez utalás arra, hogy ő Itáliát a reálisan létező Árkádiának tekinti. Itália volt számára a táj, amit őelőtte irodalmárok generációi a 18. század idill- és árkádia-irodalmában keresett és megírt és amit ő most útja során megtalálni hitt.

## Magyarul
- Utazás Itáliában; ford. Bálint Aladár; Genius, Bp., 1922 (Nagy írók – nagy írások)
- Utazás Itáliában; vál., ford., jegyz. Rónay György, utószó Vajda György Mihály, ill. a szerző; Magyar Helikon, Bp., 1961
- Önéletrajzi írások; vál., jegyz. Györffy Miklós, az Utazás Itáliában anyagát vál. Rónay György, ford. Györffy Miklós, Rónay György; Európa, Bp., 1984 (Johann Wolfgang Goethe válogatott művei)

## Fordítás
- Ez a szócikk részben vagy egészben  az   Italienische Reise című német Wikipédia-szócikk ezen változatának fordításán alapul.  Az eredeti cikk szerkesztőit annak laptörténete sorolja fel. Ez a jelzés csupán a megfogalmazás eredetét és a szerzői jogokat jelzi, nem szolgál a cikkben szereplő információk forrásmegjelöléseként.

## Külső hivatkozások
- Italienische Reise – Band 1 (Project Gutenberg)
- Italienische Reise – Band 2 (Project Gutenberg)
- Projekt: Goethes Italienische Reise, Rom u.a.
- Italienische Reise – térkép
- Casa di Goethe – Róma: Goethe-múzeum